# Winnerath

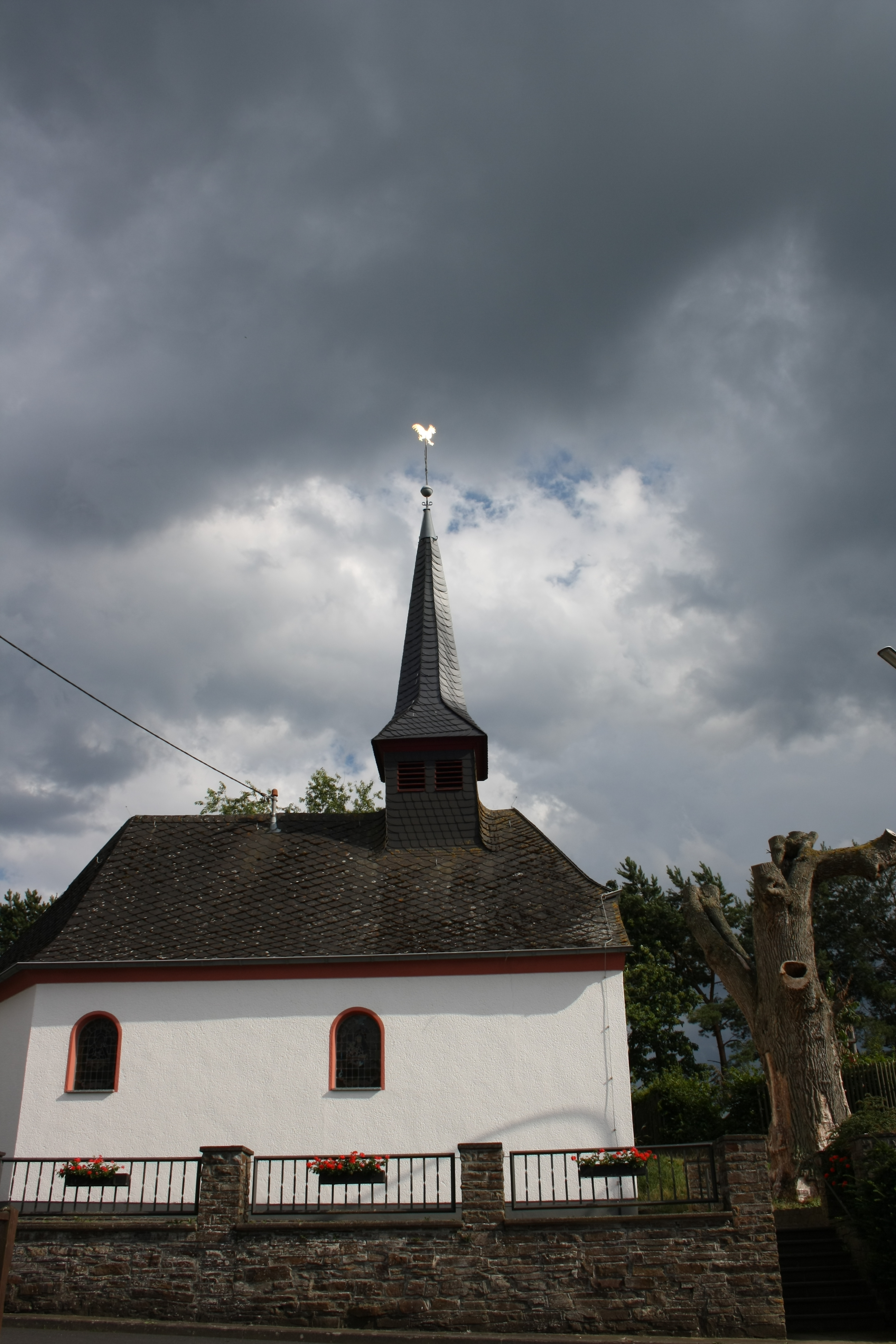
St. Apollinaris

Winnerath ist eine Ortsgemeinde im Landkreis Ahrweiler in Rheinland-Pfalz. Sie gehört der Verbandsgemeinde Adenau an.

## Geographie
Winnerath liegt sechs Kilometer nordwestlich der Stadt Adenau auf einem vom Hürsnück (537 m ü. NHN) wenig jenseits der südlichen Gemeindegrenze an nach Norden abfallenden Bergrücken. Der Ort wird umrahmt von den Tälern des Laufenbachs im Westen, der nordnordwestlich, und des Atzenbachs im Osten, der nordöstlich zur Ahr läuft. Im nördlichen Dorfbereich beginnt die Talmulde des Eizenbachs, eines linken, nicht viel kleineren linken Atzenbachastes.
Das Gemeindegebiet reicht im äußersten Westen bis ins Ahr-Tal hinunter und ans Fluss auf einem Laufabschnitt von der Einmündung des Laufenbachs beim zu Winnerath gehörenden Wohnplatz Streitenau bis knapp einen Kilometer flussabwärts, wo die Gemarkung mit etwa 255 m ü. NHN ihren tiefsten Bodenpunkt erreicht. Im Osten erstreckt sich die Flur der Gemeinde noch über den Atzenbach-Einschnitt hinaus bis an den Lauf des Pritscheider Bachs, der über den Welsbach die abwärtige Ahr erreicht. Im Norden endet die Gemeindegemarkung noch deutlich vor der oberen Hangkante des Ahrtals.

## Geschichte
Die erste urkundliche Erwähnung Winneraths erfolgte im Jahre 1501. Die erste Besiedelung des Ortes fand aber vermutlich weit vorher statt. Die Endung  „-rath“ im Namen der Ortsgemeinde ist auf die Zeit der großen Rodungen im 10.–14. Jahrhundert zurückzuführen. Der heutige Name stammt von „Winnenrode“ (die Rodung des Wino oder Winne). Wenn der Wortstamm „winne“ von „wünne“ stammt und daher „Viehweide“ kommt, würde der Name „die Siedlung an der gerodeten Viehweide“ bedeuten.
Winnerath gehörte bis zum Ende des 18. Jahrhunderts zum Schultheißenamt der „Vier Honnschaften“ im kurkölnischen Amt Nürburg, die die Winnerather Familien 1638 zur Abgabe eines Rauchhuhns an die Nürburg verpflichteten.
Unter anderem, um dem im Winter oft unpassierbaren Weg zur Schule in Schuld entgegenzuwirken, wurde 1875 in Winnerath eine eigene Schule eingerichtet, die 1901/02 in ein neugebautes Schulgebäude einzog. 1966 wurde die Winnerather Schule aufgelöst.
Bevölkerungsentwicklung
Die Entwicklung der Einwohnerzahl von Winnerath, die Werte von 1871 bis 1987 beruhen auf Volkszählungen:
| Jahr | Einwohner |
| ---- | --------- |
| 1815 | 102       |
| 1835 | 141       |
| 1871 | 144       |
| 1905 | 161       |
| 1939 | 168       |
| 1950 | 173       |
| 1961 | 157       |

| Jahr | Einwohner |
| ---- | --------- |
| 1970 | 142       |
| 1987 | 163       |
| 1997 | 201       |
| 2005 | 211       |
| 2017 | 184       |
| 2022 | 198       |

## Politik

### Bürgermeister
André Kürsten wurde 2019 Ortsbürgermeister von Winnerath. Bei der Direktwahl am 26. Mai 2019 wurde er für fünf Jahre gewählt
und im Juni 2024 wiedergewählt.
Kürstens Vorgänger Herbert Stumpf hatte das Amt 30 Jahre ausgeübt.

## Sehenswürdigkeiten
Die Filialkirche St. Apollinaris wurde 1666 erbaut. Die um die Wende ins 20. Jahrhundert eingetretene Baufälligkeit erforderte eine Renovierung der Kapelle, die auch neu gedeckt werden musste. 1926 wurde sie durch einen Anbau erweitert. Eine zweite Restaurierung wurde 1960 durchgeführt.